# Jean Louis Pierre Faure
Pour les articles homonymes, voir Faure.
Jean Louis Pierre Faure (Potsdam, 1785 - Paris 6e, 22 décembre 1879) est un artiste peintre et lithographe français.

## Biographie
Né à Potsdam de parents français, Jean Louis Pierre Faure est à Paris en 1812, élève dans l'atelier du peintre Jean-Victor Bertin. À partir de 1814, il expose au Salon de Paris plusieurs de ses peintures de paysages. L'un de ses premiers éditeurs est le pionnier français en matière de dessin lithographique, Charles Philibert de Lasteyrie. Sa présence régulière au Salon est attestée jusqu'en 1834, et ses productions sont essentiellement des peintures de paysages (dont de nombreuses vues de Rome), ainsi que quelques portraits.
Il effectue plusieurs séjours en Italie et à Berlin, dont un en 1822. Il enseigna le dessin à Paris.
Sa production graphique, qu'il signait « Louis Faure », comprend aussi un certain nombre de planches lithographiées représentant des paysages et des monuments pris en France et en Allemagne, s'étalant entre 1814 et la fin des années 1830. On note une collaboration avec Charles de Graimberg.
Ses vues de Rome peintes signées « J. Faure » sont recherchées ; une vue du Panthéon de Rome a été vendue 277 250 livres sterling chez Christie's le 7 juillet 2009.

## Planches publiées

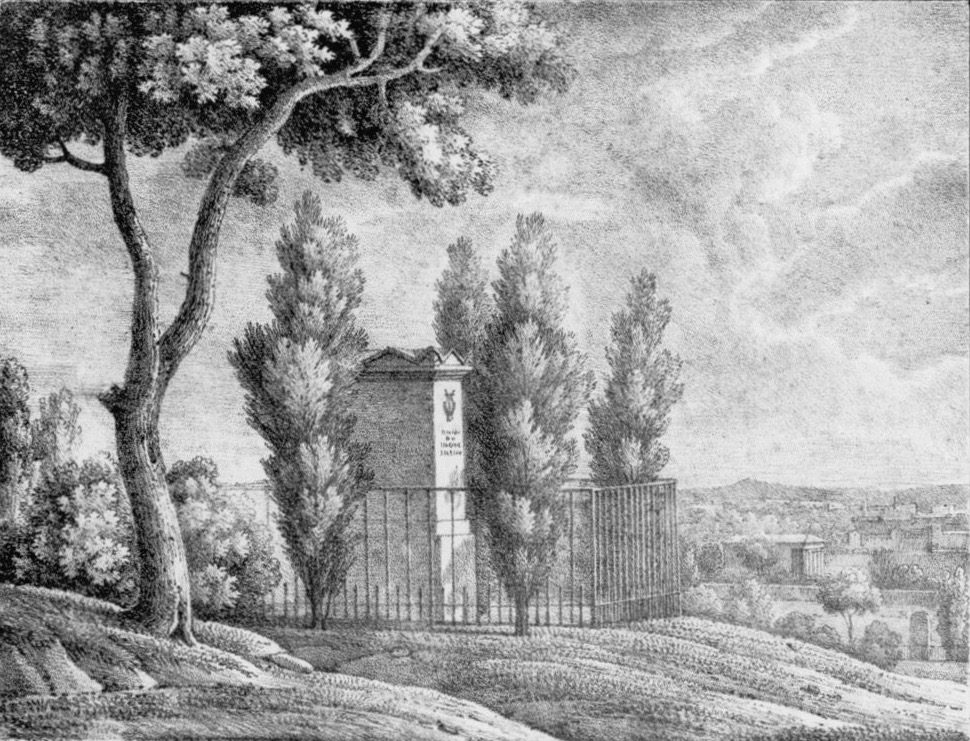
Tombe d'André Grétry au Père-Lachaise, lith., 1821.

- Collection complète de toutes les espèces d’arbres nécessaires pour le paysage, 1814, en quatre panneaux
- Paysage représentant des arcades, vers 1817
- Paysage représentant une cascade tombant d’un rocher, vers 1817
- Paysage au clocher, 1817, imprimerie Lasteyrie
- Vue du tombeau de Méhul au Père Lachaise, 1821, imprimerie Bernard
- Vue du tombeau de Grétry au Père Lachaise, 1821, imprimerie Bernard
- Vues lithographiées de la ruine, de la ville et des environs de Heidelberg, vers 1839-1840, imprimerie Lemercier